# Lit (Dateiformat)
Das LIT-Format ist ein von Microsoft entwickeltes komprimiertes Dateiformat für elektronische Bücher (E-Books). Es handelt sich dabei um eine erweiterte Form des CHM-Formats und damit um kompilierte HTML-, JavaScript-, CSS- und Metadaten und eventuell Bilddateien, die mit dem LZX-Algorithmus der Cabinet-Dateien komprimiert sind. Dateien in diesem Format können optional verschlüsselt sein und mit dem Microsoft Reader gelesen werden. Unverschlüsselte Dateien können inzwischen auch mit anderen E-Book-Readern (z. B. Calibre) gelesen werden.
Das Dateiformat wurde zugunsten des (unter anderem) ebenfalls HTML-basierten Open eBook (Vorläufer von EPUB) wieder aufgegeben. Seit November 2011 werden von Microsoft keine Bücher mehr im LIT-Format zum Kauf angeboten. Der Vertrieb von Microsoft Reader wurde im August 2012 eingestellt.

## Kopierschutz
Durch die eingebaute Digitale Rechteverwaltung wird der Inhalt der Datei verschlüsselt und soll so gegen beliebiges Kopieren, Konvertieren in andere Formate und Veränderungen des Inhalts geschützt werden.
Der Schutzmechanismus konnte jedoch zwischenzeitlich geknackt werden. Der Programmierer Dan Jackson entwickelte das Kommandozeilen-Programm „ConvertLIT“, das das integrierte DRM-System in einen ungeschützten Zustand versetzen und sogar Daten daraus extrahieren kann. Ein Kopieren derartiger Daten unter Umgehung eines Kopierschutzes verstößt jedoch gegen die EU-Richtlinie 2001/29/EG und gegen das auf deren Basis modifizierte deutsche Urheberrecht.
Bedingt durch die mögliche Umgehung des Schutzmechanismus konnte sich das Format bei kommerziellen E-Book-Vertreibern nicht durchsetzen.

## Erzeugung
Microsoft bietet selbst kein Programm zur Erzeugung der LIT-Dateien an, jedoch ein kostenloses Entwicklerpaket, das anderen Anbietern das Entwickeln einer entsprechenden Software ermöglicht, sowie ein Plug-in für das hauseigene Textverarbeitungsprogramm Microsoft Word. Dank des Entwicklerpakets existieren mittlerweile einige Konverter, die entsprechend formatiertes, sauberes HTML in das LIT-Format umwandeln.